# إلفين ماميشزادي
إلفين ماميشزادي (مواليد 17 ديسمبر 1991) هو ملاكم أذربيجاني، مثّل بلاده في الألعاب الأولمبية الصيفية 2012.

## روابط خارجية
إلفين ماميشزادي على موقع اللجنة الأولمبية الدولية (الإنجليزية)
- إلفين ماميشزادي على موقع أوليمبيديا (الإنجليزية)